# Bernardin Bochetel
Bernardin Bochetel, est un ecclésiastique et diplomate français du XVIe siècle, évêque de Rennes de 1561 à 1565.

## Biographie
Originaire de Bourges, fils de Guillaume, secrétaire d’État et seigneur de Sassy et de Marguerite de Morvillier, fut nommé à l'évêché de Rennes en 1558, et en prit possession par procureur, le 5 mai 1561 ; il le tint pendant sept ans sans être sacré. Ce prélat avait été secrétaire du Roi François II, et il l'était encore d'Henri III ; aussi ne résidait-il point dans son diocèse. Les ambassades et les négociations dont il fut chargé lui firent juger dit Dom Morice qu'il ne pouvait pas servir Dieu et le Roi en même temps, et il se démit de son évêché en 1565.

## Armoiries
| Image | Description |
| ----- | --- |
|       | Telles qu'elles sont représentées sur un vitrail de la cathédrale Saint-Pierre (Rennes) D’argent à trois glands de sable fruité du champ |

Le sceau de Bernardin Bochetel porte un écu échancré : d'argent à trois glands de sinople, avec une crosse posée en pal derrière l'écu et cette légende : BERNADINUS BOCHETEL EPISCOPUS REDONENSIS.